# Republikkrankenhaus Šiauliai
Das Republikkrankenhaus Šiauliai (lit. Respublikinė Šiaulių ligoninė) ist ein Krankenhaus mit 1300 Betten in Šiauliai, Litauen. Nach der Rechtsform ist es Viešoji įstaiga, eine 'öffentliche Anstalt'. Nach Mitarbeiterzahl ist es drittgrößtes litauisches Krankenhaus. Es beschäftigt 2.500 Mitarbeiter. Es wurde 1843 gegründet.

## Struktur
- Zentrum für ambulante Rehabilitation
- Klinik für Frau und Kind
- Zentrum für Haut- und Geschlechtskrankheiten
- Klinik für Onkologie
- Psychiatrische Klinik
- Klinik für Tuberkulose und Lungenkrankheiten

## Leitung
- Direktor: Petras Simavičius